# Лавроненко, Константин Николаевич
Константи́н Никола́евич Лавро́ненко (род. 20 апреля 1961, Ростов-на-Дону) — российский актёр театра, кино и телевидения. Наиболее известен по ролям в картинах кинорежиссёров Андрея Звягинцева и Сергея Урсуляка. Единственный российский актёр, ставший обладателем приза Каннского кинофестиваля за лучшую мужскую роль. Народный артист Российской Федерации (2024).

## Биография
Родился 20 апреля 1961 года в Ростове-на-Дону в рабочей семье. В Ростове прошли его детство и юность. С юных лет мечтал стать артистом, подражал Аркадию Райкину, с 14 лет занимался вместе со старшей сестрой в драмкружке. Первые уроки актёрского мастерства получил от Галины Ивановны Жигуновой (матери актёра Сергея Жигунова), которая руководила самодеятельным театром.
Окончил актёрский факультет Ростовского училища искусств.
В 1979—1981 годах проходил службу в армии, где попал в ансамбль песни и пляски Северо-Кавказского военного округа. В ансамбле он сначала пел, потом заменил ушедшего конферансье.
В 1981—1985 годах Лавроненко учился в школе-студии МХАТ (на курсе Василия Петровича Маркова).
Работал в театре «Сатирикон», год играл в Ленкоме, участвовал в проектах «Творческих мастерских» («Мастерская Клима») и «Нового европейского театра». С труппой ездил на гастроли в Германию и Бельгию.
Дебют Лавроненко в кинематографе состоялся в 1984 году, в мелодраме «Ещё люблю, ещё надеюсь», где он сыграл вместе с Евгением Евстигнеевым, которого считает своим учителем.
Главной кинороли ждал ещё почти 20 лет. Начинающий режиссёр Андрей Звягинцев заметил Лавроненко в одном из театральных спектаклей и пригласил актёра в свой фильм «Возвращение» (2003). Картину ждал успех — главный приз Венецианского кинофестиваля «Золотой лев» и прокат в 70 странах мира, благодаря чему Лавроненко приобрёл международную известность. Творческий тандем со Звягинцевым не распался, актёр и режиссёр вновь встретились на съёмочной площадке ленты «Изгнание» (2007). Фильм представлял Россию в конкурсе 60-го Каннского кинофестиваля, по итогам которого Лавроненко завоевал приз за лучшее исполнение мужской роли.
Лавроненко сыграл также в телесериалах Сергея Урсуляка «Ликвидация» (2007 год, в роли уголовника Чекана) и «Исаев» (2009 год, в роли Василия Блюхера).

## Санкции
15 января 2023 года внесён в санкционный список Украины лиц «которые публично призывают к агрессивной войне, оправдывают и признают законной вооруженную агрессию РФ против Украины, временную оккупацию территории Украины».
Ранее Лавроненко был внесён ФБК в список коррупционеров и разжигателей войны за поддержку российской агрессии против Украины.

## Семья
- Женат на актрисе Лидии Петраковой с 1987 года.
  - Дочь Ксения (1990)[3] — окончила МГИМО,  с 2021 года учится в школе-студии МХАТ[11].

## Творчество

### Фильмография
| Год  |     | Название                                             | Роль                                              |
| ---- | --- | ---------------------------------------------------- | ------------------------------------------------- |
| 1984 | ф   | Ещё люблю, ещё надеюсь                               | Женя                                              |
| 1992 | ф   | Андрюша                                              | Костя                                             |
| 1998 | ф   | Сочинение ко Дню Победы                              | лётчик Костя                                      |
| 2003 | с   | Нет спасения от любви                                | спасатель Семён, он же бизнесмен                  |
| 2003 | ф   | Возвращение                                          | отец                                              |
| 2005 | ф   | Мастер                                               | мастер Александр Сапалов                          |
| 2005 | тф  | Архангел                                             | Иосиф                                             |
| 2006 | ф   | Нанкинский пейзаж                                    | Александр                                         |
| 2007 | с   | Ликвидация                                           | Чекан                                             |
| 2007 | тф  | Откройте, Дед Мороз!                                 | Дед Мороз                                         |
| 2007 | ф   | Нас не догонишь                                      | полковник Валиев                                  |
| 2007 | ф   | Изгнание                                             | Алекс                                             |
| 2008 | ф   | Новая Земля                                          | Жилин                                             |
| 2008 | с   | Оружие                                               | полковник ФСБ Кирилл Реутов                       |
| 2009 | мтф | Приказано уничтожить! Операция: «Китайская шкатулка» | Пётр Гаврин                                       |
| 2009 | с   | Исаев                                                | Василий Блюхер                                    |
| 2009 | с   | Одинокий мужчина                                     | Джордж Фальконер (озвучивание, роль Колина Ферта) |
| 2010 | с   | У каждого своя война                                 | Харламов                                          |
| 2010 | ф   | Кайинек (Чехия)                                      | Иржи Кайинек                                      |
| 2010 | ф   | Зайцев, жги! История шоумена                         | Александр Тросс                                   |
| 2011 | с   | Случайный свидетель                                  | старший следователь Олег Волгин                   |
| 2011 | с   | Сделано в СССР                                       | Ветров                                            |
| 2012 | с   | Однажды в Ростове                                    | Порошин, московский писатель, диссидент           |
| 2013 | с   | Три мушкетёра                                        | лорд Бэкингем                                     |
| 2013 | с   | Людмила                                              | Имя персонажа не указано                          |
| 2013 | с   | Цена жизни                                           | Илья Шагин                                        |
| 2014 | док | Вилли и Ники                                         | Николай II                                        |
| 2014 | ф   | Как меня зовут                                       | Сергей, отец Оли                                  |
| 2014 | ф   | Территория                                           | Чинков                                            |
| 2014 | мтф | Чужое                                                | Антон                                             |
| 2014 | с   | Прощай, любимая!                                     | Сотников, банковский аналитик, математик          |
| 2014 | с   | Инквизитор                                           | Егор Свенсон                                      |
| 2014 | с   | Екатерина                                            | граф Лесток                                       |
| 2015 | с   | Клим                                                 | Рощин, оперуполномоченный по особо важным делам   |
| 2016 | с   | Чёрная кошка                                         | Шеин                                              |
| 2016 | ф   | Разбуди меня                                         | Алек                                              |
| 2016 | ф   | Землетрясение                                        | Константин Бережной                               |
| 2016 | с   | Семейные обстоятельства                              | Юрий                                              |
| 2017 | ф   | Последний богатырь                                   | Кощей Бессмертный                                 |
| 2018 | ф   | Странники терпенья                                   | Андрей Берг                                       |
| 2019 | ф   | Герой                                                | Катаев, сотрудник СВР                             |
| 2019 | ф   | Робо                                                 | генерал                                           |
| 2019 | ф   | Аванпост                                             | майор Долматов                                    |
| 2020 | ф   | Кома                                                 | Ян                                                |
| 2020 | ф   | Последний богатырь: Корень зла                       | Кощей Бессмертный                                 |
| 2020 | с   | Содержанки (второй, третий сезон)                    | Чистяков                                          |
| 2021 | с   | Чикатило                                             | Кесаев                                            |
| 2021 | с   | Русские горки                                        | Джон / Иван                                       |
| 2021 | ф   | Последний богатырь: Посланник тьмы                   | Кощей Бессмертный                                 |
| 2022 | ф   | Сирийская соната                                     | Февралёв, дирижёр оркестра                        |
| 2022 | с   | Суперпозиция                                         | Виктор                                            |
| 2023 | с   | Раневская                                            | Сергей Репнин, полковник                          |

## Награды

### Государственные награды
- Орден Дружбы (26 октября 2016 года) —  за большие заслуги в развитии отечественной культуры и искусства, многолетнюю плодотворную деятельность[12].
- Народный артист Российской Федерации (3 апреля 2024 года) — за большие заслуги в развитии кинематографического, музыкального, театрального, хореографического и циркового искусства[13].
- Заслуженный артист Российской Федерации (24 апреля 2009 года) — за заслуги в области искусства[14].

### Призы на фестивалях
- 2007 — победа в номинации «Лучший актёр» (совм. с И. Добронравовым и В. Гариным) на Международном кинофестивале в Хихоне (Испания) за роль в фильме «Возвращение»[15].
- 2007 — за лучшую мужскую роль на Каннском кинофестивале (фильм «Изгнание»)
- 2008 — номинация на премию «Ника» за лучшую мужскую роль (фильм «Изгнание»).
- 2009 — номинация на премию «Жорж» «Лучший российский актёр» (фильм «Изгнание»).
- 2016 — приз «Признание» за галерею ярких экранных образов на кинофестивале «Виват кино России!» в Санкт-Петербурге[16].
- 2017 — премия «Золотой орёл» за лучшую мужскую роль на телевидении (телесериал «Клим»).

## Увлечения
Некоторое время занимался ресторанным бизнесом, однако затем вернулся к актёрской профессии.

## ДТП
11 июля 2012 года Лавроненко попал в серьёзное ДТП на 132-м километре федеральной трассы «Холмогоры» в Переславль-Залесском районе Ярославской области (посёлок Щелканка), по пути на съёмки сериала «Цена жизни», где он исполнял главную роль. Водитель Toyota Camry не справился с управлением, вылетел на полосу встречного движения, после чего произошло столкновение с Mitsubishi Pajero, на пассажирском сиденье которого находился Лавроненко. В Toyota Camry погибла семимесячная девочка. У Лавроненко были диагностированы ушибы позвоночника.